# Замещение волос

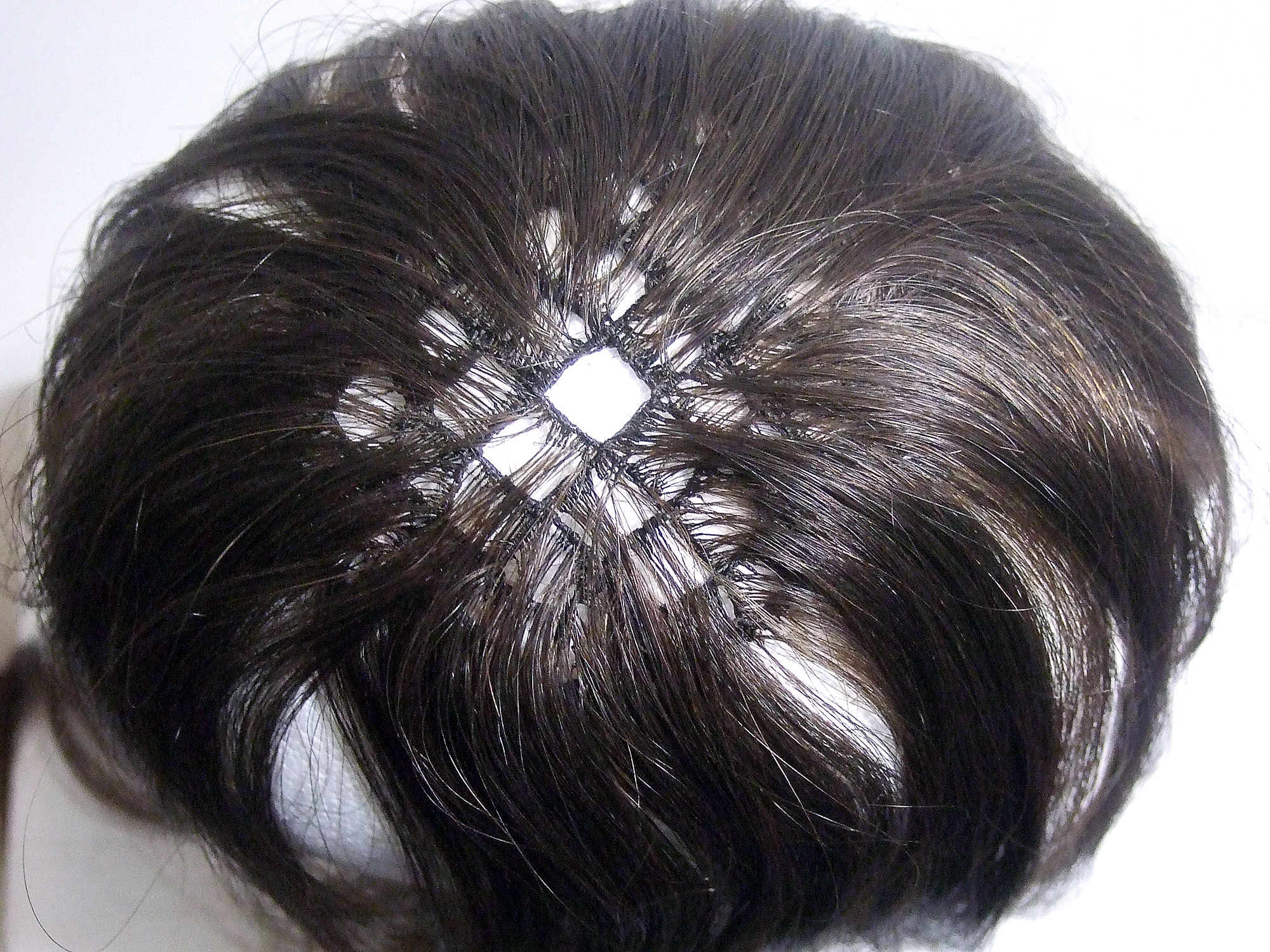
Пример системы замещения волос

Замещение волос (англ. hair replacement) — безоперационный метод маскировки поредения или облысения при различных видах алопеции с помощью постижёрных изделий.

## Характеристики
Суть метода — на поредевшую зону фиксируется при помощи различных клеящих материалов система замещения, позволяющая восстановить внешний вид волос. Правильно подобранная специалистами система волос выглядит естественно и не отличается от собственных волос.
Важной особенностью является натуральность внешнего вида, которая достигается имитацией кожи и видимостью натурального пробора, либо естественным ростом передней линии волос, который достигается за счет прозрачности основы системы замещения волос. С системой волос можно делать пробор в любом месте, менять прическу, окрашивать волосы, делать завивку, вести полноценный образ жизни.
Густота волос варьируется от густой до самой редкой, позволяет достичь максимальной естественности. Длина стрижки допускается от мужских "ежиков" до максимальной длины 100 см. Волосы можно накручивать и укладывать феном.
Метод подходит как для мужчин, так и для женщин любого возраста. Также при детской тотальной алопеции, часто рекомендуется для лучшей адаптации в коллективе. Система волос безвредна, надёжно крепится к коже головы и позволяет вести активный образ жизни.
Система замещения волос, как правило, состоит из основы, на которой закреплены волосы. Насчитывается несколько десятков видов основ от сетчатых, до мембранных, полиуретановых и комбинированных, которые выбираются в соответствии с типом кожи, роста волос, образом жизни, возможностями ухода. Волосы закрепляются  в основе как вручную, так и машинным способом при помощи специальных узлов, либо пришиванием тресс (специальных лент). Возможно создать любые эффекты (airtouch, мелирование, колорирование, эффект отросших корней, любой процент седины).
За счёт основы из различных материалов кожа головы дышит, пропускает продукты жизнедеятельности, воду при мытье и купании в водоемах. Волосы можно мыть и укладывать, не снимая длительное время системы замещения.
Относительная простота ухода позволяет ухаживать за волосами, как самостоятельно, так и при помощи специалистов. Уход однако требует некоторых навыков, применения специальных средств фиксации, использования хорошей уходовой косметики для увеличения срока эксплуатации изделий.
Для систем замещения могут использоваться различные виды материалов:
- Натуральные волосы
- Искусственные волосы
- Синтетические волосы
- Смешанные составы
- Шерсть некоторых животных.

В качестве натуральных волос обычно используются индийские, китайские, вьетнамские, бразильские, южно-русские, узбекские и монгольские волосы. Достаточно часто используется волос яка, верблюда и козы. Известно, что волос яка использовался для изготовления париков уже в 13 веке. Большая часть систем замещения волос изготавливается в Китае, Малайзии, Корее, Индии.

## Процедура установки системы
Процедура установки системы замещения состоит из нескольких этапов.
- Снятие индивидуальной мерки, либо подбор из размерной линейки салона, в котором производится установка.
- Подбор цвета, густоты, качества волос, подбор оптимальной базы в каждом индивидуальном случае, с учетом всех особенностей клиента.
- Обычно время изготовления занимает от 1- 2 месяцев в зависимости от производителя.
- Установка системы. Первую установку системы должен производить специалист, так как есть нюансы по стрижке и фиксации системы.
- Последующее сервисное обслуживание можно осуществлять самостоятельно.

Использование системы замещения волос не всегда требует сбривания собственных волос, так как на сегодняшний день разработано множество клеящих составов, позволяющих сохранить собственные волосы, но иногда сбривание волос оправдано гигиеническими соображениями и простотой перефиксации в процессе эксплуатации изделия.
Система замещения абсолютно нейтральна для своих волос, поэтому в случае восстановления своих волос, систему можно снять.

## Противопоказания
Не рекомендовано использовать при повреждениях кожаного покрова (порезы, язвы) в состоянии обострения.